# Rehderodendron macrocarpum
Rehderodendron macrocarpum es una especie de planta fanerógama perteneciente a la familia Styracaceae, nativa del sudoeste de China (Guangxi, Sichuan, Yunnan) y norte de  Vietnam, donde crece en alturas de 1,000–1,500 m s. n. m. Está tratada en peligro de extinción por pérdida de hábitat.

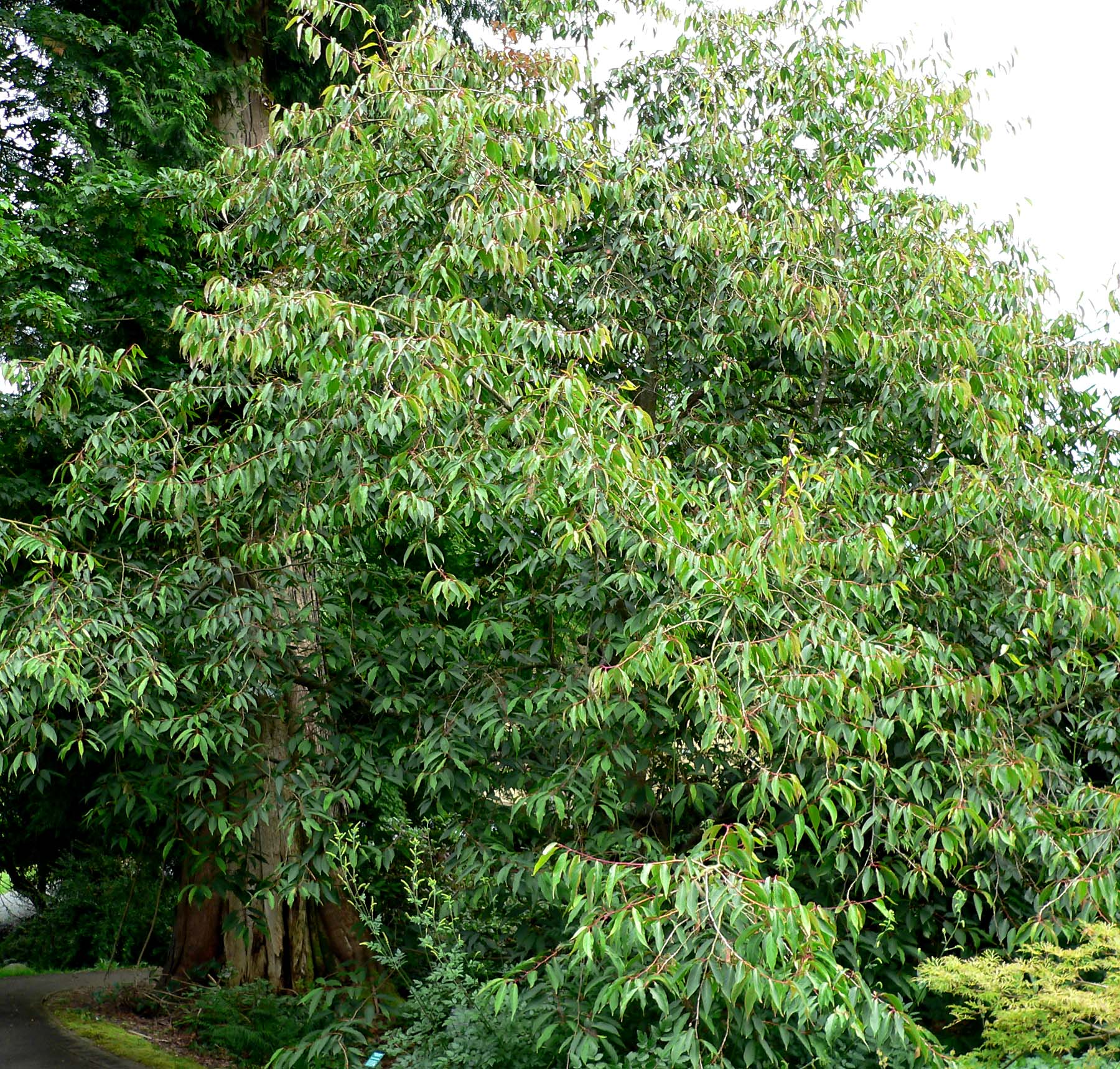
Vista de la planta

## Descripción
Es un pequeño árbol caducifolio que alcanza los  7–10 m de altura con un tronco de hasta 25 cm de diámetro. Las hojas son alternas, simples de  7–13 cm de longitud y 3.5–5.5 cm de ancho, ovadas a lanceoladas con los márgenes finamente serrados y un peciolo rojizo de  7–15 mm de longitud. Las flores son de 15–18 mm de longitud con cinco pétalos blancos que se producen en cimas de cuatro a ocho juntas en la primavera tardía. El fruto es una drupa seca de  5–7 cm de longitud y 2.5–3 cm de ancho, conteniendo una semilla (raramente dos) de  2–5 cm de longitud y 5 mm de ancho.

## Usos
Ha sido introducida en Europa y Norteamérica donde es ocasionalmente plantado como planta ornamental por sus decorativas flores.

## Taxonomía
Rehderodendron macrocarpum fue descrita por Hsen Hsu Hu y publicado en Bulletin of the Fan Memorial Institute of Biology 3(5): 78, pl. 1. 1932.
Sinonimia
- Rehderodendron mapienense Hu